# Can't Believe It
«Can't Believe It» —en español: «No lo puedo creer»— es una canción interpretada por el cantante y rapero estadounidense Flo Rida, con la colaboración del también cantante y rapero estadounidense Pitbull; incluida en el álbum de estudio de Flo Rida, The Perfect 10. Fue lanzado el 28 de julio de 2013, como descarga digital a través de iTunes.

## Posicionamiento en listas

### Listas semanales
| Lista (2013)                                | Mejor posición |
| ------------------------------------------- | -------------- |
| Australia (ARIA)                            | 7              |
| Austria (Ö3 Austria Top 40)                 | 16             |
| Bélgica (Flandes) (Ultratip Bubbling Under) | 20             |
| Bélgica (Valonia) (Ultratip Bubbling Under) | 17             |
| Dinamarca (Tracklisten)                     | 16             |
| Eslovaquia (Rádio Top 100)                  | 28             |
| Estados Unidos (Mainstream Top 40)          | 37             |
| Francia (SNEP)                              | 92             |
| Hungría (Dance Top 40)                      | 27             |
| Hungría (Rádiós Top 40)                     | 26             |
| Irlanda (IRMA)                              | 19             |
| Nueva Zelanda (Recorded Music NZ)           | 36             |
| Polonia (Polish Airplay Top 100)            | 30             |
| Suiza (Schweizer Hitparade)                 | 19             |